# آبشار کین کریک کاسکیدس
آبشار کین کریک کاسکیدس (به انگلیسی: Cane Creek Cascades) آبشاری است که در تنسی، ایالات متحده آمریکا واقع شده و ارتفاع کلی ریزشگاه آن ۴۵ فوت (۱۴ متر) است.